# ウルバーニア
ウルバーニア（伊: Urbania）は、イタリア共和国マルケ州ペーザロ・エ・ウルビーノ県にある、人口約6,900人の基礎自治体（コムーネ）。

## 地理

### 位置・広がり
ペーザロ・エ・ウルビーノ県のコムーネ。ウルビーノから西南西へ11km、ペーザロから南西へ42kmの距離にある。

#### 隣接コムーネ
隣接するコムーネは以下の通り。
- アックアラーニャ
- アペッキオ
- カーリ
- フェルミニャーノ
- ペーリオ
- ピオッビコ
- サンタンジェロ・イン・ヴァード
- ウルビーノ

### 気候分類・地震分類
ウルバーニアにおけるイタリアの気候分類 (it) および度日は、zona E, 2293 GGである。
また、イタリアの地震リスク階級 (it) では、zona 2 (sismicità media) に分類される。

## 行政

### 分離集落
ウルバーニアには、以下の分離集落（フラツィオーネ）がある。
- Barca, Campi Resi, Campolungo, Gualdi, Muraglione, Orsaiola, Ponte San Giovanni, San Lorenzo in Torre, San Vincenzo in Candigliano, Santa Maria del Piano, Santa Maria in Campolungo, Santa Maria in Spinaceti